# Carex extensa
Carex extensa là một loài thực vật có hoa trong họ Cói. Loài này được Gooden. mô tả khoa học đầu tiên năm 1794.

## Hình ảnh

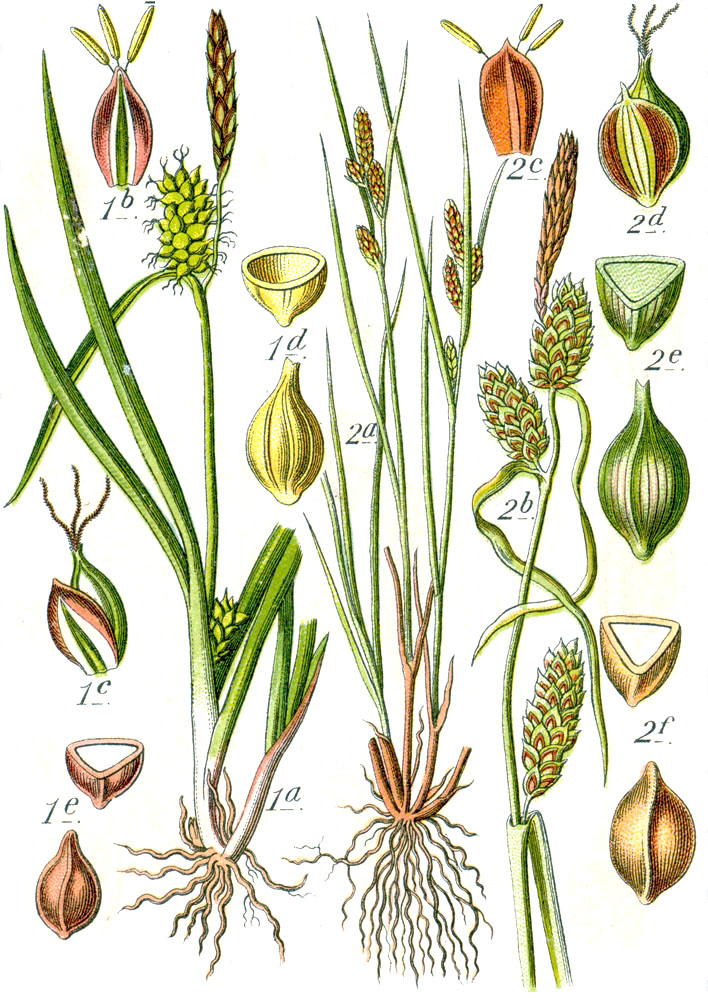